# Auguste-Martin Desneux
Auguste-Martin Desneux, né le 19 septembre 1885 à Oucques et mort le 23 juin 1946 à Casablanca, est un général français.

## Biographie
Auguste-Martin Desneux est admis à l’École polytechnique en 1906. Il se distingue au cours de la colonne des Haha au Maroc en janvier 1913. Il est chef de corps du 41e bataillon du génie au Maroc de 1931 à 1937. Il est nommé colonel en 1937 et brigadier général en 1941. Il est directeur supérieur du génie en Algérie et directeur des transmissions au Maroc.
Il meurt à l'hôpital militaire de Casablanca et est inhumé au cimetière militaire de Ben M'Sick.

## Distinctions
- Officier de la Légion d'honneur (29 juin 1934). Nommé chevalier le 15 juin 1920[6].
- Croix de guerre 1914–1918
- Croix de guerre des Théâtres d'opérations extérieurs avec étoile de vermeil et palme
- Médaille interalliée de la Victoire
- Médaille coloniale avec agrafe argent mauve
- Médaille coloniale avec agrafe Sahara
- Croix du combattant
- Commandeur de l'ordre du Ouissam alaouite